# Ґабріеле Венеціано
Ґабрієле Венеціано (італ. Gabriele Veneziano; нар. 1942 року, Флоренція, Італія) — італійський фізик-теоретик, засновник Теорії струн. Між 1968 і 1972 працював в MIT і ЦЕРНі. У 1972 став професором фізики в інституті Вейцмана, а в 1976 йому запропонували посаду в теоретичному відділі ЦЕРН у Женеві, Швейцарія, де він пропрацював понад 30 років. Очолює кафедру фізики елементарних частинок, гравітації і космології в Колеж де Франс у Парижі, Франція.
Квантова теорія струн виникла 1968 року, коли молодий Ґабрієле Венеціано зміг описати за допомогою ідеї квантових струн сильну взаємодію адронів. Учений відкрив, що амплітуда парного розсіювання високоенергетичних піонів досить точно описується однією з бета-функцій, введених Ейлером. Ця амплітуда, знана як амплітуда Венеціано, інтерпретується зараз як амплітуда розсіювання тахіонів, які відповідають чотирьом відкритим струнам.